# Roar Skovmand
Roar Skovmand (* 15. Juli 1908 in Kolding; † 30. November 1987 in Kopenhagen) war ein dänischer Historiker, Journalist, Verwaltungsbeamter und Hochschullehrer.

## Leben und Wirken
Roar Skovmand erhielt größtenteils Privatunterricht und kam durch die Tätigkeit seines Vaters früh in die Verbindung zum dänischen Volkshochschulwesen. So besuchte er bereits vor seiner Reifeprüfung 1929 die Volkshochschulen in Rødding und Askov. Anschließend studierte er u. a. Geschichte an der Universität Kopenhagen, dort war er als Student Mitarbeiter des Dänischen Nationalmuseums und nahm an den Ausgrabungen der Trelleborg aus der Wikingerzeit teil. 1935 schloss er sein Studium mit der Magisterprüfung ab und promovierte 1944 an der Universität Aarhus mit einer Dissertation über die Geschichte der Volkshochschule in Dänemark im 19. Jahrhundert. Nach einer kurzen Tätigkeit als Assistent an der Universität Kopenhagen lehrte Skovmand bereits von 1937 bis 1946 an der Volkshochschule Askov und anschließend an der Volkshochschule in Krogerup. In den Jahren von 1952 bis 1956 war er außerdem Mitarbeiter bei Danmarks Radio. Von 1956 bis 1964 arbeitete er am Unterrichtsministerium in Kopenhagen und war dort vor allem auch für das Privatschulwesen zuständig.
Im Jahre 1964 übernahm Roar Skovmand eine Professur für Geschichte an der Hochschule für Lehrerbildung („Danmarks Lærerhøjskole“). 1978 trat er in den Ruhestand. Als Historiker beschäftigte er sich neben der jüngeren Geschichte Dänemarks auf vielfältige Weise mit der Geschichte des Volkshochschulwesens in seinem Land. Er wirkte in mehreren geschichtswissenschaftlichen Vereinigungen mit und war von 1936 bis 1946 Redakteur der Zeitschrift „Fortid og Nutid“.
Weite Verbreitung fand sein Buch über die Geschichte Dänemarks von 1830 bis 1939, das er mit Vagn Dybdahl und Erik Rasmussen verfasste. Es erschien 1973 in einer deutschen Übersetzung von Olaf Klose.
Sein Sohn ist der 1936 geborene Historiker, Journalist und Politiker Sven Skovmand. Er war von 1968 bis 1973 Abgeordneter der Radikale Venstre im Folketing und von 1979 bis 1984 Mitglied des Europäischen Parlaments.

## Veröffentlichungen (Auswahl)
- Bericht über die Ausgrabung eines Grabhügels innerhalb der Hochburg von Hedeby. In: Offa. Berichte und Mitteilungen zur Archäologie, Bd. 5 (1940), S. 65–68.

- Dansk nationalfølelse fra middelalder til nutid genspejlet i faedrelandssange. Schultz, København 1941.
- De danske skattefund fra Vikingetiden og den aeldste Middelalder indtil omkring 1150. København 1942.
- Folkehojskolen in Danmark 1841–1892. Studier over en Oplysningsbevægelse i det 19. aarhundred. Danske Forlag, København 1944 (= Dissertation Universität Aarhus).
- Højskolen gennem 100 Aar. Schultz, København 1944.
- Lys over landet. Traek of arbejderoplysningens historie i Danmark. Arbejdernes Oplysningsforbund, København 1949.
- De folkelige bevaegelser i Danmark. Schultz, København 1955.
- (mit Eric Rasmussen): Det radikale Venstre 1905–1955. 50 års folkeligt og politisk virke. Det Danske Forlag, København 1955.
- (Hrsg.): Højskolens ungdomstid i breve. Zwei Bände. Munksgaard, København 1960.
- (Hrsg.): En Højskolevinter. Elevdagbog fra provisorieårene i 1880'erne. Institut for Dansk Skolehistorie, København 1968.
- (mit Vagn Dybdahl u Erik Rasmussen): Geschichte Dänemarks 1830–1939. Die Auseinandersetzungen um nationale Einheit, demokratische Freiheit und soziale Gleichheit. Übersetzt von Olaf Klose. Wachholtz, Neumünster 1973, ISBN 3-529-06146-8.
- Samspillet mellem Nordens Folkehøjskoler indtil Anden verdenskrig. Universitetsforlaget, Aarhus 1983, ISBN 87-504-0490-3.
- Folkestyrets födsel 1830–1870 (= Politikens Danmarkshistorie, Bd. 11). 2. Aufl. Politikens Forlag, Copenhagen 1985, ISBN 87-567-3872-2.
- (Red., mit Felix Nørgaard u. Else Roesdahl): Aggersborg gennem 1000 år. Fra Vikingeborg til slægtsgård. Kristensen, Herning 1986.